# Frederik Willem de Klerk
Frederik Willem de Klerk (Johannesburg, 18 maart 1936 – Kaapstad, 11 november 2021) was een Zuid-Afrikaans politicus. Hij was staatspresident van Zuid-Afrika van september 1989 tot mei 1994, en de aanvoerder van de Nasionale Party van februari 1989 tot september 1997.

De Klerk staat bekend als de man die apartheid afschafte en Zuid-Afrika tot een democratie omvormde waarbij de zwarte meerderheid van het land stemrecht kreeg, iets waarvoor hij in 1993 met Nelson Mandela de Nobelprijs voor de Vrede kreeg.

## Biografie
De Klerk werd geboren in Johannesburg als de zoon van de leraar en latere politicus Jan de Klerk en neef van J.G. Strijdom, de premier van het land tussen 1954 en 1958. De naam De Klerk (letterlijk "de bediende" in het Nederlands) is afgeleid van Le Clerc, Le Clercq, of de Clercq en is afkomstig van Franse hugenoten, evenals een groot aantal andere Afrikaanse familienamen, als gevolg van de Franse hugenotenvluchtelingen die zich begin 17e eeuw naast de Nederlanders en Duitsers in de Kaap vestigden nadat ze ontsnapt waren aan religieuze vervolging in Frankrijk.
"F.W." behaalde in 1958 zijn rechtendiploma aan de Universiteit van Potchefstroom en begon een advocatenpraktijk in Vereeniging. Voor Vereeniging werd hij in 1969 als parlementslid in de Volksraad gekozen. Vanaf 1978 maakte De Klerk als minister jarenlang deel uit van de Zuid-Afrikaanse regering, aanvankelijk onder premier John Vorster en aansluitend tot 1989 onder premier (en later president) P.W. Botha. De Klerk diende als minister van Sociale Zaken (1978), Posterijen en Telecommunicatie (1978–1979), Sport en Recreatie (1978–1979), Mijnbouw en Energie (1979–1982), Binnenlandse Zaken (1982–1985) en Nationaal Onderwijs (1984–1989).
Hij werd de aanvoerder van de Nasionale Party in de provincie Transvaal in 1982. Na een lange politieke carrière met een erg conservatieve reputatie plaatste hij zichzelf aan het hoofd van de verligte stroming in de regeringspartij. Toen president P.W. Botha in 1989 aftrad vanwege een beroerte won De Klerk de strijd om zijn opvolging. Op 20 september 1989 werd hij beëdigd als president van Zuid-Afrika.

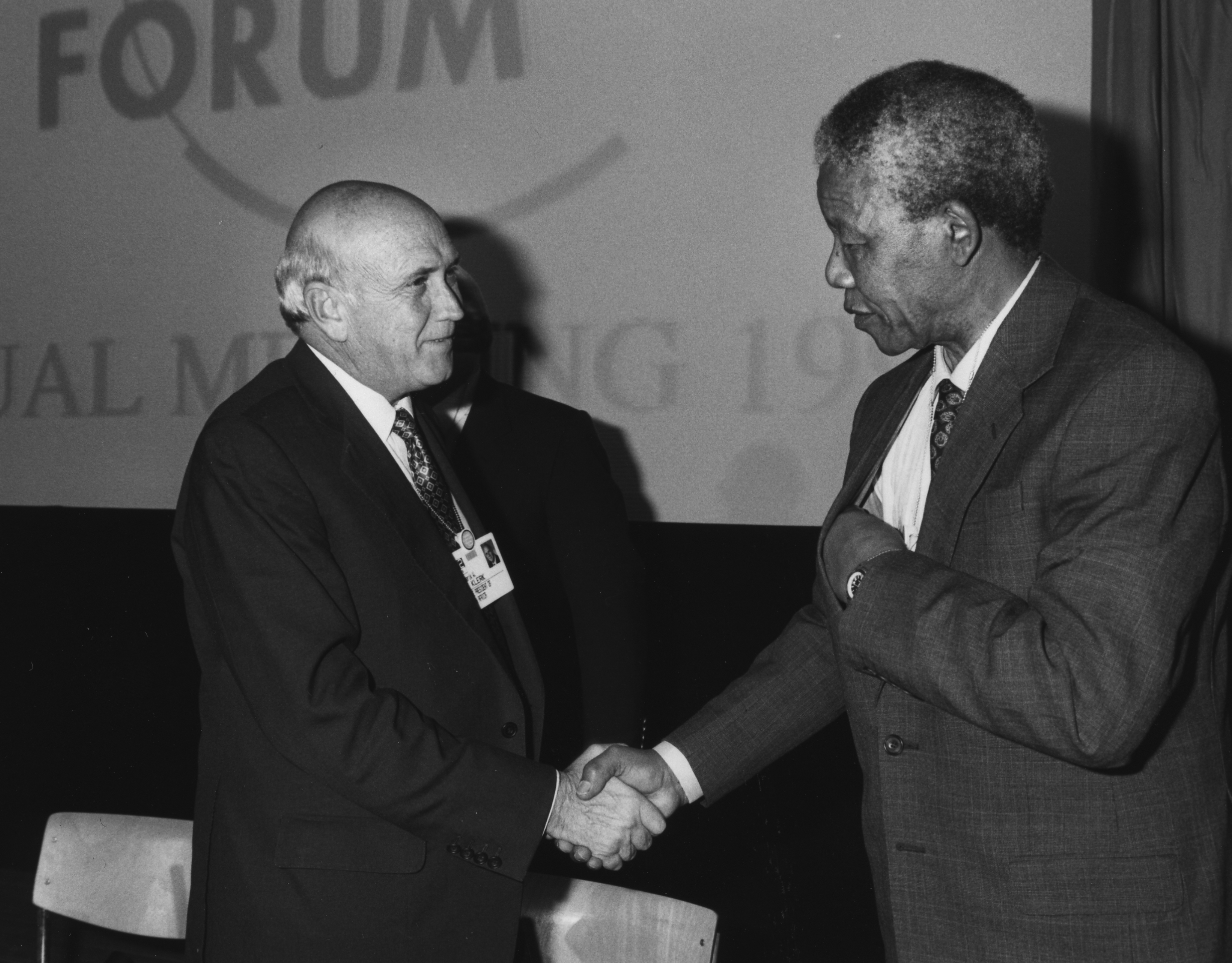
De Klerk en Mandela op het World Economic Forum in Davos, 1992

### Presidentschap
In februari 1990 hief De Klerk het verbod op het Afrikaans Nationaal Congres (ANC), de Zuid-Afrikaanse Communistische Partij (SACP) en andere organisaties op, hetgeen het begin was voor onderhandelingen die tot het einde van de apartheid en het blanke minderheidsregime zouden leiden. Op 10 februari 1990 liet De Klerk weten dat Nelson Mandela de volgende dag zou worden vrijgelaten. Daarna ging hij onderhandelingen aan met Mandela over de overgang naar een nieuw niet-raciaal Zuid-Afrika. In 1992 werd onder de blanke bevolking een referendum gehouden waarbij de vraag of er verder moest onderhandeld worden en dit werd met een ruime meerderheid goedgekeurd.

### Latere leven
Na de eerste niet-raciale verkiezingen van april 1994 vormden de Nasionale Party van De Klerk, het ANC van Nelson Mandela en de Inkatha Vrijheidspartij (IFP) van Mangosuthu Buthelezi een regering van nationale eenheid: het kabinet-Mandela. De Klerk droeg het presidentschap over aan Mandela, die daarmee de eerste zwarte president van Zuid-Afrika werd. Zelf werd De Klerk, samen met Thabo Mbeki, benoemd tot vicepresident. In 1996 trok De Klerk zich, samen met zijn Nasionale Party, terug uit het kabinet-Mandela. Een jaar later verliet hij de politiek. 
Frederik Willem de Klerk overleed op 85-jarige leeftijd in zijn woning in Kaapstad aan kanker. In een nagelaten videoboodschap bood De Klerk nog eens ondubbelzinnig zijn excuses aan voor het lijden dat de apartheid onder de niet-blanke Zuid-Afrikanen heeft veroorzaakt.
De Klerk was in 1969 getrouwd met Marike de Klerk (geboren Willemse) maar scheidde in 1998 vanwege zijn affaire met Elita Georgiadis, met wie hij datzelfde jaar trouwde. Op 4 december 2001 werd Marike de Klerk vermoord in haar appartement in Kaapstad. De 21-jarige bewaker Luyanda Mboniswa werd gearresteerd en op 15 mei 2003 veroordeeld tot een dubbele levenslange gevangenisstraf.
De Klerk was erelid van de Club van Rome.

## Onderscheidingen
De Klerk en Nelson Mandela kregen samen de Félix Houphouët-Boigny-Vredesprijs van de UNESCO in 1991. In 1993 ontving het tweetal samen de Nobelprijs voor de Vrede voor het werk dat ze gedaan hadden om het apartheidsregime af te schaffen en de basis te leggen voor een nieuw democratisch Zuid-Afrika.
- Bibsys: 90756309
- Biblioteca Nacional de España: XX5405625
- Bibliothèque nationale de France: cb12241018x (data)
- Gemeinsame Normdatei: 119025434
- International Standard Name Identifier: 0000 0001 2277 8233
- Library of Congress Control Number: n91091885
- MusicBrainz: a44996e1-6750-4dda-a1ce-d0f10a453e40
- Nationale bibliotheek van Australië: 35449578
- Nationale Bibliotheek van Israël: 987007442507505171
- Nationale Bibliotheek van Polen: a0000003798972
- Nederlandse Thesaurus van Auteursnamen: 082774315
- Parlement.com: vj9fdlupurtk
- Réseau des bibliothèques de Suisse occidentale: 02-A012121000
- Istituto Centrale per il Catalogo Unico: UM1V007168
- LIBRIS: 48451
- SNAC: w6gm900s
- Système universitaire de documentation: 03113565X
- Trove: 956939
- Virtual International Authority File: 29521885
- WorldCat: E39PBJtxb8gcjgXWggVv9Xmcfq

Staatspresidenten: Charles Robberts Swart · Theophilus Dönges · Jozua François Naudé (a.i.) · Jacobus Johannes Fouché · Johannes de Klerk (a.i.) · Nicolaas Johannes Diederichs · Marais Viljoen (a.i.) · Balthazar Johannes Vorster · Marais Viljoen · Pieter Willem Botha · Jan Christian Heunis (a.i.) · Frederik Willem de Klerk
Presidenten: Nelson Mandela · Thabo Mbeki · Kgalema Motlanthe · Jacob Zuma · Cyril Ramaphosa
1901: Dunant, Passy ·
1902: Ducommun, Gobat ·
1903: Cremer ·
1904: Institut de Droit International ·
1905: Von Suttner ·
1906: Roosevelt ·
1907: Moneta, Renault ·
1908: Arnoldson, Bajer ·
1909: Beernaert, Balluet d'Estournelles de Constant ·
1910: IPB ·
1911: Asser, Fried ·
1912: Root ·
1913: La Fontaine ·
1917: ICRC ·
1919: Wilson ·
1920: Bourgeois ·
1921: Branting, Lange ·
1922: Nansen ·
1925: Chamberlain, Dawes ·
1926: Briand, Stresemann ·
1927: Buisson, Quidde ·
1929: Kellogg ·
1930: Söderblom ·
1931: Addams, Butler ·
1933: Angell ·
1934: Henderson ·
1935: Von Ossietzky ·
1936: Lamas ·
1937: Cecil ·
1938: Office international Nansen pour les réfugiés ·
1944: ICRC ·
1945: Hull ·
1946: Balch, Mott ·
1947: Friends Service Council, American Friends Service Committee ·
1949: Orr ·
1950: Bunche ·
1951: Jouhaux ·
1952: Schweitzer ·
1953: Marshall ·
1954: Hoog Commissariaat voor de Vluchtelingen (UNHCR) ·
1957: Pearson ·
1958: Pire ·
1959: Noel-Baker ·
1960: Luthuli ·
1961: Hammarskjöld ·
1962: Pauling ·
1963: ICRC, IFRC ·
1964: King ·
1965: UNICEF ·
1968: Cassin ·
1969: Internationale Arbeidsorganisatie ·
1970: Borlaug ·
1971: Brandt ·
1973: Kissinger, Lê Đức Thọ ·
1974: MacBride, Satō ·
1975: Sacharov ·
1976: Williams, Corrigan ·
1977: Amnesty International ·
1978: Sadat, Begin ·
1979: Moeder Teresa ·
1980: Esquivel ·
1981: Hoog Commissariaat voor de Vluchtelingen (UNHCR) ·
1982: Myrdal, Robles ·
1983: Wałęsa ·
1984: Tutu ·
1985: IPPNW ·
1986: Wiesel ·
1987: Arias ·
1988: VN-vredesmacht ·
1989: Gyatso ·
1990: Gorbatsjov ·
1991: Suu Kyi ·
1992: Menchú ·
1993: Mandela, De Klerk ·
1994: Arafat, Peres, Rabin ·
1995: Rotblat, Pugwash Conferences on Science and World Affairs ·
1996: Ximenes Belo, Ramos-Horta ·
1997: ICBL, Williams ·
1998: Hume, Trimble ·
1999: AzG ·
2000: Dae-jung ·
2001: VN, Annan ·
2002: Carter ·
2003: Ebadi ·
2004: Maathai ·
2005: IAEA, El-Baradei ·
2006: Grameen Bank, Yunus ·
2007: Gore, IPCC ·
2008: Ahtisaari ·
2009: Obama ·
2010: Liu ·
2011: Johnson Sirleaf, Gbowee, Karman ·
2012: Europese Unie ·
2013: OPCW ·
2014: Satyarthi, Yousafzai ·
2015: Kwartet voor Nationale Dialoog in Tunesië ·
2016: Santos ·
2017: ICAN ·
2018: Mukwege, Murad Basee ·
2019: Ahmed ·
2020: Wereldvoedselprogramma ·
2021: Ressa, Moeratov ·
2022: Bjaljazki, Memorial, Centrum voor Burgerlijke Vrijheden ·
2023: Mohammadi ·
2024: Nihon Hidankyo